# 待风平浪静
《待风平浪静》（日语：／ Nagi Machi）是一部2019年日本劇情片，定于2019年6月28日在日本国内公映。本片由曾执导过《孤狼之血》的导演白石和弥担任导演，由原SMAP成员香取慎吾主演。
《待风平浪静》讲述了一个遭遇挫折的男人试图重新与他的妻子及女儿开始生活的故事，这是一个关于“失落与重生”的原创故事，但结局却是无可挽回。
电影在日本宫城县的石卷市拍摄，拍摄时间约在2018年6月到7月期间。

## 演员名单
- 木野本郁明：香取慎吾[5]
- 昆野美波：恒松祐里[5]
- 昆野亚弓：西田尚美[5][6]
- 昆野胜美：吉泽健（日语：吉澤健）[5][6]
- 村上龙次：音尾琢真[5]
- 小野寺修司：中川雅也[5][6]

## 制作团队
- 导演：白石和弥
- 编剧：加藤正人（日语：加藤正人 (脚本家)）
- 音乐：安川午朗（日语：安川午朗）
- 执行制片：木下直哉（日语：木下直哉）
- 制片人：椎井友纪子 / 赤城聪
- 音乐制作：津岛玄一
- 摄影：福本淳
- 美术：今村力
- 灯光：市川德充
- 录音：浦田和治（日语：浦田和治）（J.S.A.（日语：日本映画・テレビ録音協会））
- 剪辑：加藤瞳（日语：加藤ひとみ）
- 音效：柴崎宪治（日语：柴崎憲治）
- 装饰：京极友良
- 服装：高桥沙耶加
- 发型：有路凉子
- 视觉特效总监：小坂一顺
- 助理导演：小野寺昭洋
- 海报设计：三田和男
- 发行：株式会社Kino Film（日语：キノフィルムズ）
- 制作：“待风平浪静”电影合伙公司